# Efebo de Motia

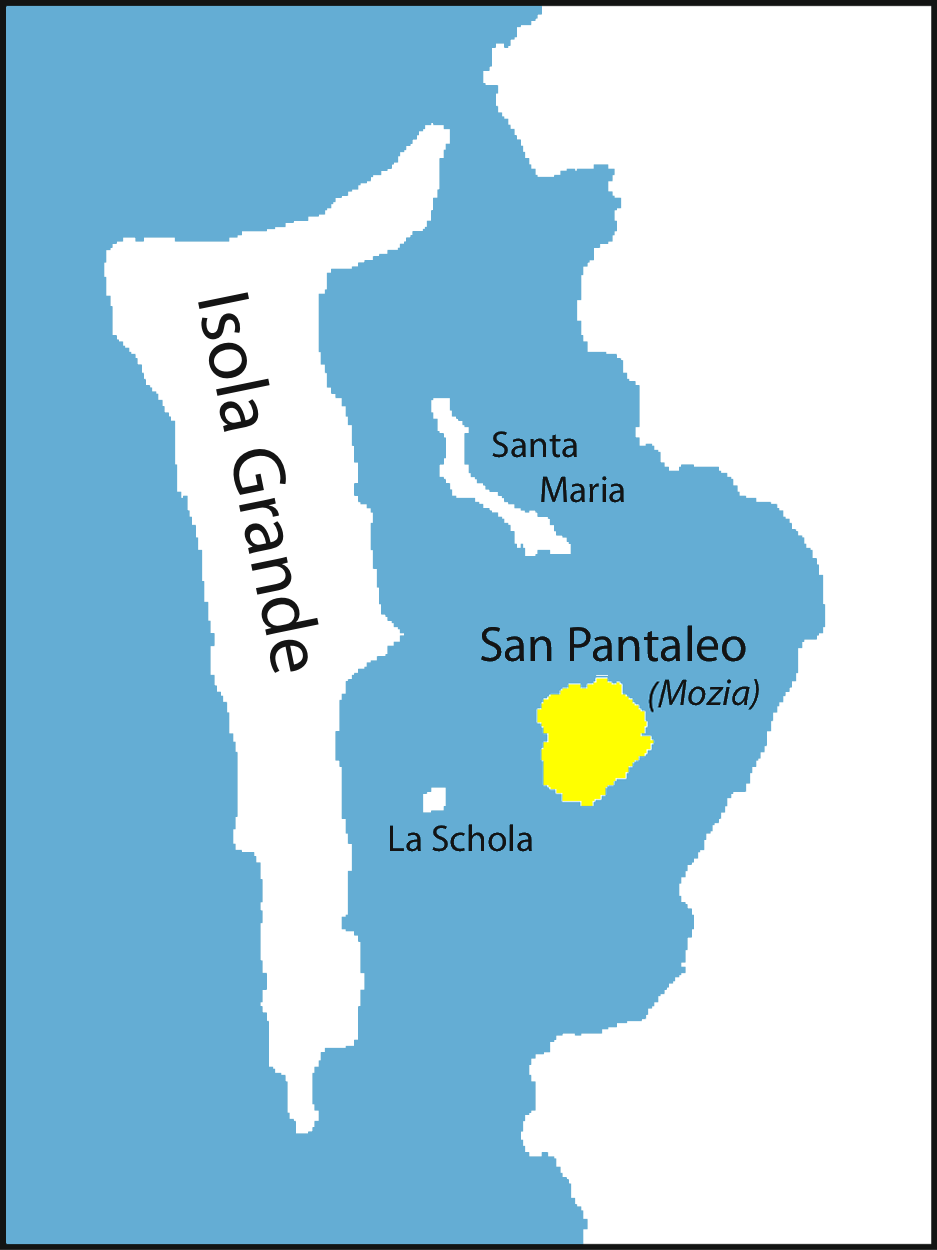
Situación actual de la Isla de Motia.

El Efebo de Motia, también conocida como Giovinetto di Mozia, es una escultura que data del año 480 a. C., (siglo V a. C.), conservada en el Museo Whitaker, en la isla de Motia, en Italia. Aunque se cree que fue esculpida por artistas de la Antigua Grecia, se halló en territorio púnico de Sicilia. Los fenicios fueron un pueblo originario de Fenicia, una antigua región de oriente próximo, que se extendía a lo largo de la costa oriental del Mediterráneo, en la costa del actual Líbano, desde los alrededores de Ras Naqura, hasta la desembocadura del río Orontes, al norte, entre Siria, Israel y el mar Mediterráneo. Su principal colonia fue Cartago, la que, una vez caída Fenicia en el siglo VI a. C. y con la decadencia de las colonias toma la «dirección» de estas y asienta nuevas hasta el fin del estado con la invasión romana de Cartago en el siglo II a. C.
El arte cartaginés, o púnico, se ve fuertemente influido e, incluso, realizado por artistas helenos a partir del siglo V a. C. una vez dejada de recibir, la influencia, del arte fenicio.

## Hallazgo e historia

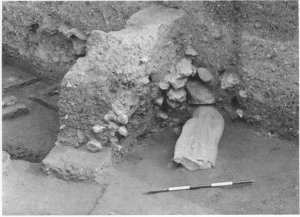
Hallazgo del Efebo de Mozia en las excavaciones arqueológicas (1979).

La escultura fue hallada por arqueólogos italianos de la Universidad de Palermo, incluyendo Gioacchino Falsone en octubre del año 1979, durante unas excavaciones, enterrada cerca del antiguo santuario de Melqart situado en la localidad de Cappidazzu, lugar perteneciente a la isla de Motia (Motya, Μοτύη), antigua colonia fenicia, actualmente conocida como isla de San Pantaleón. Fue una ciudad del oeste de Sicilia, entre Drepanum y Lilibea, situada en una pequeña isla, a 1 km de la costa, a la que estaba unida por un paso artificial. Fue colonia fenicia, probablemente sólo un centro comercial, que se convirtió en ciudad con el tiempo. Los griegos decían que había sido fundada legendariamente por una mujer llamada Motia, y la conectaron con Heracles.

## Simbología
Según el arqueólogo italiano Gioacchino Falsone, la escultura representa a Melqart, divinidad fenicia de la ciudad de Tiro, a la que estuvo consagrado primitivamente el templo de Heracles en la antigua ciudad de Cádiz. Su culto centrado en el fuego sagrado de las ciudades, se extendió por todas las colonias de Tiro siendo la forma fenicia del dios Baal. 
Originariamente era un dios agrícola, del campo, la vegetación, la fecundidad y la primavera, por lo que su ritual comprendía una serie de ritos de muerte y resurrección cíclicos anuales, coincidentes con las estaciones del año; No obstante, también era un deidad marina, pues era un divinidad de carácter sincrético. Pasó luego a ser considerado «rey de la ciudad», que es el significado etimológico de su nombre (melk, rey), y como patrono de la ciudad de Tiro, se transformó también en dios de la colonización y de la protección de la navegación.

## Características
- Estilo: estilo clásico temprano griego.
- Material: Mármol blanco anatólico.
- Altura: 180 centímetros aproximadamente.

## Conservación
La pieza se expone de forma permanente en el Museo Whitaker, en la isla de Motia (Italia), museo fundado por el antiguo propietario de la isla, el británico Joseph Whitaker.